# Поречко острво
Поречко острво је некадашње речно острво у Ђердапској клисури, потопљено током изградње ХЕ Ђердап 1. Налазило се уз десну обалу Дунава, испод стеновитог рта Гребен, наспрам српског села Свиница у Румунији.
Растоком (каналима) које је формирао Дунав, било је раздвојено на три острва. На највећем острву Пореч налазило се истоимено насеље. Друго острво, Миленково, названо је по војводи Миленку Стојковићу, а најмање Хаџи Николино, по Хаџи Николи Михаиловићу, браниоцу Пореча у Првом српском устанку.
У румунској историграфији Пореч се помиње почетком 16. века као Porecea de Sus ši Porecea de Jos (два острва, Пореч горњи и Пореч доњи). Географски положај чинио га је значајним стратегијском тачком. Још су стари Римљани уочили да је пловидба Ђердапском клисуром небезбедна без контроле Поречког острва, па је на Поречу крајем 3. и почетком 4. века формиран кастел Pagus Poreci. У време реорганизација Римског царства и ојачавања лимеса, после напуштања Дакије, у 6. веку кастел је срушен и напуштен. На супротној обали налазио се војни кастел Forte Campsa (Равне) из истог периода, а остаци римских војних утврђења пронађени су на оближњем гребену.
У 18. и 19. веку Пореч је са 30 топова био најутврђеније место у Ђердапској клисури, а Поречани су контролисали пловидбу Дунавом, спроводили бродове и трговали. У устаничком периоду, острво је имало значајну стратегијску улогу у снабдевању Србије војним материјалом, храном и сољу, а било је и обавештајни центар и веза са Русијом. У Поречу је био стациониран одред руских војника под командом генерала Орурка. Заједно са Поречанима, они су учествовали у победама над Турцима 1807. године код Штубика и Малајнице. 
Острво губи на значају после 1832. године, када је насеље Пореч пресељено на обалу и добило име Милановац.